# 茶山瑶
茶山瑶，又称拉珈人，是中华人民共和国境内的一个族群，为瑶族四大支系中人口最少、范围最小的一支，主要居住于广西壮族自治区金秀瑶族自治县金秀镇及其附近地区。茶山瑶自称为“拉珈”（国际音标：lak12 kja24），意为“山人”，其他民族通常称之为茶山瑶，信仰道教，使用侗台语系的拉珈语。2000年时人口为8600人:1。

## 族称
茶山瑶自称为“拉珈”（lak12 kja24），其中“拉”为人，“珈”为山，意思即为“住在山上的人”。其他瑶族支系对茶山瑶有着不同的称呼，盘瑶称之为“台仙”，意为来山里居住的人；花篮瑶称之为“吉虽”；坳瑶称之为“钳兜”，意为“山上的头人”，含尊敬之意；山子瑶称其为“金倒”，意思是住在山上的汉人:11:14-15。
汉族称之为茶山瑶。“茶山”为大瑶山北部的一个地名，茶山瑶以茶山洞而得名，茶山洞即在今金秀四村。在中华人民共和国建立前，茶山瑶曾被称为“寨山瑶”:14-15。

## 地理环境与历史
茶山瑶居住在金秀瑶山，又称大瑶山、大藤瑶山、大藤山，为五岭山脉越城岭南行的一支。该地区地形崎岖，与外界交通颇为不便，大瑶山因而成为一个相对独立的区域，为瑶族提供了庇护所，也因而保留了各瑶族族系的独特生活习性。大瑶山地区气温季节变化小，适宜人类居住，雨量比平原多，境内自然资源丰富，这些均成为茶山瑶等瑶族支系选择在大瑶山居住的缘由:6-8。
茶山瑶的祖先为百越族，其所居住的蒙山一带古为百越地。在长期的历史发展过程中，古百越族的一支逐渐发展为茶山瑶。相对与布努瑶和勉瑶，茶山瑶语言上与侗族更近。茶山瑶祖先可能为侗水族先民或百越先民，拥有与其他瑶族支系完全不同的族源。
元末明初时期，茶山瑶自湖南、广东、广西多地迁来今大瑶山一带:2，成为大瑶山的最早一批开拓者，其他瑶族支系都是后来进入大瑶山的。在茶山瑶进入大瑶山之前，大瑶山人烟稀少，曾有原住民“佯人”，但至今未发现佯人开发大瑶山的痕迹。据推测，佯人人数很少且生产力水平低下，茶山瑶进入大瑶山后，用自身农业生产技术大瑶山进行了开发，土著民族佯人很快消失湮灭。此后，茶山瑶成为大瑶山的主人:8-11
。
根据永安州志记载，明清以前的永安州一带瑶族、僮族占人口的70%。明代对大瑶山实行“分而治之”的战略，将大瑶山分给周围诸县。明洪武至隆庆年间，茶山瑶响应大藤峡起义，失败后大举外迁，由古百越族发展而来的茶山瑶先民自此逐渐消失，新迁入此地的居民入乡随俗，逐渐被同化而成为新的茶山瑶人。清代延续此“分而治之”战略。但无论明清还是民国初期，都从未对大瑶山建立实际统治。1932年至1933年，由于新桂系军阀对瑶民的长期压迫，包括茶山瑶在内的瑶民以金秀为中心组织暴动并最终失败。瑶民暴动之后，新桂系军阀改变统治策略，对瑶区实施赈济并减免税负，並逐漸贏得當地人心。这是对大瑶山的首次直接治理。中华人民共和国建立后，在大瑶山地区建立金秀瑶族自治县。

## 人口
1937年，茶山瑶人口约5600人；1990年，人口数为7568人。2000年，人口为8600人，占金秀瑶族自治县人口的5%。茶山瑶族群较大的姓氏有苏、陶、莫、刘、金、全、钟、龚、田、兰、龙等。
主要分布在金秀瑶族自治县的五个乡镇，其余乡镇周围县市也有少量分布：
金秀镇：金秀村561人、白沙村274人、大六拉村181人、小六拉村181人、昔地村135人、长二村415人、长滩村260人、寨保村301人、六段村271人、三片村173人、将军村188人、杨柳村230人、田村156人、刘村322人、金村223人、社村165人、孟村198人、美村209人、古卜村134人、定卜村75人、罗梦村135人。
长垌乡：道江村217人、平道村225人、长垌村221人、容洞村95人、滴水村152人、中村159人、新村78人、古方村93人、六力村48人。
忠良乡：低水村120人、土县村129人、上卜泉村87人、下卜泉村102人、板显村89人、岭祖村138人、大村村123人、巴勒村315人、大兰村96人、屯打村47人、立龙村91人。
三角乡：六定村312人、上盘王村127人、下盘王村78人。
罗香乡：平林村120人、六竹村196人。
此外，金秀街道有227人，金秀县县直机关154人:1-2。

## 风俗习惯

### 婚俗与家庭
传统茶山瑶社会恋爱相对自由。婚前青年男女可以自由社交，性观念也较为开放。以歌传情为茶山瑶基本的恋爱方式，包括“耍坡”和“爬楼”两种形式。“耍坡”分布于金秀河沿岸的十余个拉珈村庄。每月初一至初五，未婚青年男女穿着盛装在村庄附近的山坡上男女各自成对，互相对歌，在对歌中寻找伴侣。“爬楼”则流行于六定、六段、三片等九个村庄，在这些村庄中，每家在大门左上方、右上方设置吊楼，吊楼门内为未婚姑娘居住的地方。未婚姑娘会在吊楼上绣花唱歌，未婚小伙子则会打着火把在吊脚楼下唱歌求爱，若姑娘同意，则可爬上吊楼进入姑娘房间:2-3。
茶山瑶的婚礼较为简单。接亲时不抬花轿亦不演奏乐器，男方派房族兄弟多人在半夜点火把迎娶新娘，女方家里则点油灯迎接，男方房族兄弟吃完“领情饭”后，即可将新娘接走:131-143。
传统上茶山瑶只能内部通婚或与习俗相似的花篮瑶和坳瑶通婚，不与盘瑶、山子瑶以及其他民族通婚。由于通婚圈小，近亲结婚在茶山瑶中较为常见:75。茶山瑶奉行一夫一妻制，夫妻一旦结婚，就不得随意离婚。

### 节育
包括茶山瑶在内的长毛瑶族群普遍有节制生育的传统，而茶山瑶对此则格外严格。一个茶山瑶家庭的家庭结构一般为“二、二、二”或“二、二、一”，通常一家五六口，少有七口以上家庭。不论男女，每对夫妇只生两个孩子，一个继承宗嗣，另一个则要出赘或出嫁。个别家庭可以生第三胎，但生育第三胎的家庭需要在各种仪式上缴纳双倍的“份子钱”。以往茶山瑶避孕措施不发达，因此往往采取堕胎和杀婴的方式阻止孩子增加。
由于节育传统以及相对落后的医学水平，茶山瑶的生育率在中华人民共和国建立前始终低于世代更替水平，因而人口始终处于人口缓慢减少状态:128-130。而同样实行节育政策但经济更落后，医学更不发达的花篮瑶和坳瑶则出现了人口雪崩。中华人民共和国建立后，茶山瑶人口才有所增长。

### 宗教与礼仪
茶山瑶信奉道教正一道，茶山瑶所信仰的道教是由道教正一道与苗瑶原始巫术融合发展而来，并带有有明显的民族特色。根据明代永乐年间茶山瑶自抄的道经可判断，至少明代早期，就有茶山瑶开始信奉道教。中华人民共和国建立以前，茶山瑶全民信奉道教。1956年，仅金秀、白沙、六拉、昔地四村就有道士、师公97人，占四村人口的11.88%。中华人民共和国建立后，茶山瑶宗教意识逐渐消退，但至今仍有一定生命力。
茶山瑶在村落中建立庙宇供奉神祇，这些神祇有道教神、佛教神，甚至有来自壮族或汉族的真名实姓的人神，这也反映了茶山瑶宗教文化的世俗化以及壮、汉民族对茶山瑶的深刻影响。管理庙宇的庙老、社老由卜卦产生，实行终身制且并无额外报酬。“度戒”后的男子为道公、师公，其职能分别为跳神祈镶和超度亡魂。茶山瑶并无职业宗教人员，无论庙老、社老还是道公、师公均参与生产劳动。
茶山瑶社会具有复杂的生育礼仪和宗教祭祀。如婴儿出生满月后要举行“鱼祭”，两到三个月要用青蛙祭神，半岁至七岁要依次做“七星桥”。茶山瑶亦有成年礼，内容主要为“平楼”、“还花”，家境较佳者还要“度戒”。每当举行礼仪活动时，主家都要杀猪备酒，客人亦须送上猪肉。茶山瑶还有“做功德”习俗。在茶山瑶社会，一年四季人情礼仪，送往迎来不断。巨大的礼仪与宗教支出也成为茶山瑶人选择节育的原因之一。

### 装束和食品
茶山瑶通常穿着白、蓝、黑三色短上衣，左衽，穿黑色的裙子或宽腿裤，上身系丝织带子。茶山瑶的节日盛装则颇为复杂，头戴丝带、纱带、银首饰，上身穿无扣系带，绘有花纹的精制上衣、短而宽的黑色裤子，佩戴耳环、五个银项圈、银手镯、戒指等。相对于盘瑶等其他瑶族支系，茶山瑶的饰品多银制，茶山瑶妇女甚至喜欢戴重达一两斤多的弧形银板，少女的一身银饰可达三四斤重:124-127。而盘瑶银制饰品很少，这也体现了茶山瑶与盘瑶之间富裕程度的差距。
1940年，中华民国政府曾试图用武力同化大瑶山瑶族，“开化”瑶山，强迫包括茶山瑶在内的瑶族改装，派出军政人员进入茶山瑶村寨抓人剪辫，遭到瑶民反对。如今，随着时代发展，许多茶山瑶改穿现代服装，年轻人的服饰已经同当地汉族无异。
茶山瑶酢坛很普遍，有腌酢生肉的习惯，酢肉直接生食。鸟酢为金秀瑶族特色食品，瑶民捕捉过境候鸟制作鸟酢，其中茶山瑶制作的鸟酢制品最佳。茶山瑶也注重房屋的装饰，雕刻艺术在瑶族中最为先进。

### 山主意识
茶山瑶是最早进入大瑶山的族群，占有了大片山林和田地，与同样较早进入大瑶山的花篮瑶和坳瑶一起成为了大瑶山的“山主”，而茶山瑶的山主意识比花篮瑶和坳瑶更为浓厚。与此相对应的是较晚进入大瑶山的盘瑶和山子瑶，他们没有土地，于是就靠租种山主的土地生存，称“山丁”，并向山主缴纳沉重的租税。茶山瑶一方面可以自己耕种田地，另一方面也可坐收山丁的地租，因而具有稳定的经济来源，生活相对安定富裕:74。 
除土地外，作为山主的茶山瑶还享有许多特权，如山主山丁签订契约时山丁必须款待山主、山主可随时向山丁索要鸡蛋等农产品、山丁用水要缴水费、山丁土葬需交鸡酒肉和墓地金、山主农忙时山丁必须无偿效劳等等。茶山瑶还通过石牌法的方式，明确私有财产神圣不可侵犯，以法律的形式保护了茶山瑶的山主地位。有些茶山瑶石碑甚至禁止盘瑶私自上山，并威胁“如有私行，准用炮打无论:74。” 
茶山瑶的土地和经济特权直到《大瑶山团结公约》订立后才消失，但茶山瑶族群的特权意识并未因此完全消失。在中华人民共和国实行土地集体化时，茶山瑶的山主意识没有表现出来，但在包产到户之后，部分茶山瑶不满将以往的田地分给其他族系，要求“要回祖宗田”，因而与其他瑶族族群多次爆发争夺田地的冲突:76。
山主意识在多个方面对茶山瑶族群产生了影响。一方面。茶山瑶的山主意识塑造了茶山瑶安土重迁、知足求安的民族精神，加强了茶山瑶内部的凝聚力，但另一方面，“山主意识”和山主制度也给其他民族造成了剥削，更导致茶山瑶不思进取，因循守旧，夜郎自大，自我封闭，严重阻碍的茶山瑶社会的经济社会发展，其特权思想和族群优越感也不利于大瑶山各瑶族族群之间的团结:76。

## 社会制度

### 巴引
“巴引”茶山瑶的早期组织形式。巴引是几户家庭依靠血缘结成的家族集团，共同占有土地，具有很强的宗族凝聚力。1940年民国政府推行保甲制度后，巴引组织逐渐松散，中华人民共和国建立后最终瓦解。尽管巴引组织已经不复存在，但其关心他人、协作互助的精神得以在茶山瑶亲族之间乃至整个茶山瑶社会中得以保存:21-22。

### 石牌制
大瑶山社会在长期的发展过程中逐渐形成了一套完整的法律制度，称为石牌制度。这是一种具有原始民主色彩的制度。石牌法由大家在石牌大会上商议制定，将商议下来的法律法规记录在石牌上。石牌在大瑶山瑶族社会中拥有至高无上的地位，石牌法明确要求“法律面前人人一样”、“石牌大于天，对天也不容”、“必须遵守法律，必须执行法律” 。石牌法对违法行为及处罚方式均有明确规定，具有完整的现代法律的法律形式。执法者由群众公认的自然领袖“石牌头人”担任:27。
最早的石牌法起源于明代中叶，即由茶山瑶设立。由于茶山瑶在大瑶山具有优越的经济地位，因而茶山瑶在石牌组织中起主导作用。茶山瑶是最早立石牌的族群，也是担任石牌头人最多的族群。其他族系私自设置的石牌，也必须经过茶山瑶的同意才可生效。石牌制度的盛行保证了茶山瑶的“山主”地位与特权，更使得大瑶山地区一度社会安定，创造了“夜不闭户”“路不拾遗”的神话。
1940年国民党进入大瑶山后，设置金秀设治局，以乡村保甲制度取代石牌制度，石牌制度走向没落，但仍有一定影响力。1951年，大瑶山瑶族以订立石牌的方式订立《大瑶山团结公约》，取消了包括茶山瑶在内的长毛瑶的土地垄断特权，该公约具有民族自治地方单行条例的性质，得到了中华人民共和国政府认可，成为金秀瑶族自治县民族自治与民族立法的起点。二十世纪九十年代，六段村一带茶山瑶村落为改善当地治安形势再度树立石牌。如今，茶山瑶社会仍有建庙起誓和以石牌书写村规民约的传统，作为石牌制度的继承。

## 语言
茶山瑶的本民族语言为拉珈语，为侗台语系侗水语支的一门语言，该语言深受汉语影响，该语言保留了自上古到现在的许多汉语借词。尽管茶山瑶被认定为瑶族，但其语言却与侗族、水族的语言更为接近。拉珈语没有文字，拉珈人一直使用汉语汉字作为书面交际语言，偶尔以表音的方式掺入拉珈语词汇，如石牌中的“俄料”“三多”，在宗教仪式中则会用瑶音或瑶壮混合音来学习和朗读汉字。
2000年，茶山瑶人口8600余人，其中不同程度掌握拉珈语的人口共计7000余人，占茶山瑶总人口的80%，但其中仅有3000余人仍将拉珈语作为族内普遍交际语言，这些人口主要分布在长垌乡、忠良乡、三角乡、罗香乡；金秀镇、金秀街道的茶山瑶的母语能力则在萎缩。茶山瑶通常使用汉语桂柳话同其他族群和民族交流，有的亦能掌握壮语等其他民族语言:3-4。